# Boris Moubhibo Ngonga
Boris Moubhio Ngonga (ur. 25 października 1988 w Brazzaville) – kongijski piłkarz grający na pozycji środkowego obrońcy.

## Kariera klubowa
Moubhio jest wychowankiem klubu AC Léopards. Grał w nim w latach 2008-2018. W latach 2012, 2013, 2016 i 2017 został z nim mistrzem Konga. W latach 2009, 2011, 2013, 2016 i 2017 zdobył Puchar Konga. W 2012 roku sięgnął po Afrykański Puchar Konfederacji. W sezonie 2018/2019 grał w AS Otohô. Został z nim mistrzem kraju.

## Kariera reprezentacyjna
W reprezentacji Konga Moubhio zadebiutował 7 lipca 2013 w przegranym 1:2 meczu kwalifikacji do Mistrzostw Narodów Afryki 2014 z Demokratyczną Republiką Konga. W 2015 roku został powołany do kadry na Puchar Narodów Afryki 2015. Rozegrał na nim trzy mecze: z Gwineą Równikową (1:1), z Gabonem (1:0) i ćwierćfinał z Demokratyczną Republiką Konga (2:4). Od 2013 do 2017 rozegrał kadrze narodowej 24 mecze i strzelił 1 gola.